# أونا لوسي فيلدينج
أونا لوسي فيلدنج (20 مايو 1888-11 أغسطس 1969) كانت عالمة تشريح أعصاب أسترالية

## بداية حياتها
ولدت أونا فيلدينغ في ويلينجتون ، نيو ساوث ويلز لرجل دين ومؤلف أنجليكاني القس سيدني جلانفيل فيلدينغ وزوجته لوسي فرانسيس (اسم العائلة قبل الزاج: جونسون). التحقت أونا ، وهي الأكبر من بين ستة أطفال ، بمدرسة خاصة في وندسور قبل أن تبدأ في مدرسة سانت كاترين ، ويفرلي في عام 1900. في عام 1907 حصلت على منحة دراسية من جامعة سيدني . بعد تخرجها بدرجة البكالوريوس في الآداب عام 1910 أمضت ست سنوات في تدريس الفرنسية والإنجليزية.  

## حياتها الوظيفية في الطب
عادت فيلدنغ إلى جامعة سيدني لدراسة الطب ، وحصلت على بكالوريوس العلوم في عام 1919 ، ثم بكالوريوس في الطب (MB) وماجستير في الجراحة (ChM) في عام 1922.  في عام 1923 ، انتقلت فيلدينغ إلى لندن للعمل كمدرسة في قسم التشريح في جامعة كوليدج لندن ، حيث اكتسبت سمعة طيبة لكفاءتها ومعرفتها في مجال علم الأعصاب العملي.  تم تشجيعها على دراسة الكظاميات ( الثدييات التي تضع البيض) من قبل رئيس قسم التشريح السير جرافتون إليوت سميث ، وفي عام 1925 قدمت أول ورقة بحثية لها ، عن الخلد الجرابي ، إلى الجمعية التشريحية لبريطانيا العظمى وأيرلندا .
بعد انتهاءها فصل دراسي في جامعة ميشيغان عام 1927 ، تم تعيينها أستاذة بالإنابة لعلم الأنسجة والأعصاب في الجامعة الأمريكية في بيروت من عام 1928 إلى عام 1929.  خلال هذا الوقت ، تعاونت في النشر مع أ س باركس و فرانسيس برامبل . عند عودتها إلى لندن ، عملت مع العالم الروماني وزميل الأبحاث في مركز روكفلر غريغور تي بوبا ، واكتشفت الرابط الوعائي بين منطقة ما تحت المهاد والغدة النخامية . نشر فيلدينغ وبوبا النتائج التي توصلوا إليها في مجلة لانسيت ومجلة علم التشريح.
ابتداءا من عام 1928 اشتمل عمل فيلدينغ في كلية لندن الجامعية على إلقاء المحاضرات والتدريس في مواضيع متعددة بما في ذلك علم الأعصاب وعلم التشريح وعلم وظائف الأعضاء في الجهاز العصبي. في عام 1935 تم تعيين فيلدينغ قارئًا في علم التشريح العصبي في جامعة كاليفورنيا . 